# Josefa Micaela de Mirabal
Josefa Micaela de Mirabal, III marquesa de Mirabal, IV condesa de Villafuente Bermeja, señora de la villa de Boadilla del Monte. Hija de Luis de Mirabal y Espínola, I marqués de Mirabal (*Jerez de la Frontera 1657-Madrid 1729), presidente del Consejo de Castilla (1716-1724), y de su segunda esposa Isabel Queipo de Llano, señora de la villa de Boadilla del Monte.

## El señorío deBoadilla del Montey elpalacio de las Dos Torres
Su padre, el I marqués de Mirabal, hipotecó parte del señorío de la villa de Boadilla del Monte para hacer frente a diversos gastos, entre otros, la construcción del llamado palacio de las Dos Torres, en el término de dicho señorío, residencia principal de su familia.
Debido a lo gravoso de la hipoteca que llevaba aparejada el señorío de Boadilla del Monte, Josefa Micaela solicitó permiso al Consejo de Castilla para enajenarlo y venderlo posteriormente el 20 de febrero de 1761 al infante Luis de Borbón, que remodeló el palacio de las Dos Torres de la mano del arquitecto Ventura Rodríguez. Desde entonces se le conoce como palacio del Infante Don Luis o palacio de Boadilla del Monte.

## Sucesión en elMarquesado de Mirabal
| Predecesor: Mariana Melchora de Mirabal | Marqués de Mirabal | Sucesor: Magdalena de Mirabal |